# Діана Расімовічюте
Діана Расімовічюте (лит. Diana Rasimovičiūtė; 25 лютого 1984, Ігналіна) — литовська біатлоністка, призерка чемпіонатів Європи з біатлону, учасниця Олімпійських ігор та чемпіонатів світу з біатлону.

## Виступи на Олімпійських іграх
| Рік  | Міце проведення | Інд | Спр | Пр | МС | Ест |
| 2002 | Солт-Лейк-Сіті  |     | 66  |    |    |     |
| 2006 | Турин           | 66  | 18  | 27 |    |     |
| 2010 | Ванкувер        | 30  | 25  | 34 |    |     |

## Виступи на Чемпіонатах світу
| Рік  | Міце проведення      | Інд | Спр | Пр  | МС | Ест | ЗМ |
| 2001 | Поклюка              |     | 78  |     |    |     |    |
| 2004 | Обергоф              | 50  | 59  | LAP |    |     |    |
| 2005 | Гохфільцен           | 78  | 58  | 49  |    |     |    |
| 2007 | Антхольц-Антерсельва | 59  | 31  | 32  |    |     |    |
| 2008 | Естерсунд            | 55  | 47  | 45  |    |     |    |
| 2009 | Пхьончхан            | 47  | 11  | 31  | 28 |     |    |
| 2011 | Ханти-Мансійськ      |     | 60  |     |    |     | 24 |
| 2012 | Рупольдінг           | 55  | 45  | 50  |    | LPD |    |
| 2013 | Нове Место-на-Мораві | 70  | 40  | 38  |    | LPD | 25 |

## Кар'єра в Кубку світу
- Дебют в кубку світу — 13 січня 2001 року в спринті в Рупольдінгу — 98 місце.
- Перше попадання в залікову зону — 16 лютого 2006 року в спринті в Турині (в рамках Олімпійських ігор)  — 18 місце.

Найкращим  особистим результатом Діани, поки що, є 10 місце в спринті, яке вона здобула в німецькому Рупольдінгу в сезонні 2009-10. Починаючи з сезону 2005-2006 спортсменка стабільно потрапляє до загального заліку біатлоністів, досягши найвищого результату у сезоні 2011-2012 - 46 місце.

## Загальний залік в Кубку світу
- 2005—2006 — 63-е місце (17 очок)
- 2006—2007 — 59-е місце (24 очки)
- 2007—2008 — 68-е місце (12 очок)
- 2008—2009 — 56-е місце (96 очок)
- 2009—2010 — 49-е місце (97 очок)
- 2010—2011 — 83-е місце (19 очок)
- 2011—2012 — 46-е місце (119 очок)
- 2012—2013 — 60-е місце (54 очки)

## Статистика стрільби
| № п/п | Сезон     | Загальна        | Індивідуальна гонка | Спринт        | Гонка переслідування | Мас-старт     | Естафета      |
| ----- | --------- | --------------- | ------------------- | ------------- | -------------------- | ------------- | ------------- |
| 1     | 2005-2006 | 68,5% (89/130)  | 57,5% (23/40)       | 76,7% (23/30) | 71,7% (43/60)        | 0,0% (0/0)    | 0,0% (0/0)    |
| 2     | 2006-2007 | 65,6% (105/160) | 67,5% (27/40)       | 67,5% (54/80) | 60,0% (24/40)        | 0,0% (0/0)    | 0,0% (0/0)    |
| 3     | 2007-2008 | 72,1% (137/190) | 70,0% (42/60)       | 67,1% (47/70) | 80,0% (48/60)        | 0,0% (0/0)    | 0,0% (0/0)    |
| 4     | 2008-2009 | 78,5% (204/260) | 78,8% (63/80)       | 83,8% (67/80) | 73,8% (59/80)        | 75,0% (15/20) | 0,0% (0/0)    |
| 5     | 2009-2010 | 82,5% (99/120)  | 85,0% (34/40)       | 82,5% (33/40) | 80,0% (32/40)        | 0,0% (0/0)    | 0,0% (0/0)    |
| 6     | 2010-2011 | 75,5% (83/110)  | 75,0% (15/20)       | 74,3% (52/70) | 80,0% (16/20)        | 0,0% (0/0)    | 0,0% (0/0)    |
| 7     | 2011-2012 | 71,6% (237/331) | 70,0% (42/60)       | 70,0% (63/90) | 74,0% (74/100)       | 72,5% (29/40) | 70,7% (29/41) |
| 8     | 2012-2013 | 73,3% (198/270) | 71,7% (43/60)       | 72,2% (65/90) | 80,0% (64/80)        | 0,0% (0/0)    | 65,0% (26/40) |